# Liste der Deutschen Hallenmeister im Weitsprung
Die Liste der Deutschen Hallenmeister im Weitsprung listet alle Leichtathleten und Leichtathletinnen auf, denen es gelang, Deutscher Hallenmeister im Weitsprung zu werden.

## Männer
| Hallenmeister in der Bundesrepublik Deutschland   | Hallenmeister in der DDR              |
| ------------------------------------------------- | ------------------------------------- |
| 1954: Dietrich Richter (Eintracht Frankfurt)      |                                       |
| 1955: Ronald Krüger (Kieler TV)                   |                                       |
| 1956: Dietrich Richter (Eintracht Frankfurt)      |                                       |
| 1957: Jürgen Neuß (Couven-Gymnasium Aachen)       |                                       |
| 1958: Manfred Molzberger (SG Olympia Oberberg)    |                                       |
| 1959: Manfred Molzberger (SG Olympia Oberberg)    |                                       |
| 1960: Manfred Molzberger (ASV Köln)               |                                       |
| 1961: Wolfgang Klein (Hamburger SV)               |                                       |
| 1962: Wolfgang Klein (Hamburger SV)               |                                       |
| 1963: Wolfgang Klein (Hamburger SV)               |                                       |
| 1964: Wolfgang Klein (Hamburger SV)               | Rolf Frester (SC DHfK Leipzig)        |
| 1965: Jörg Jüttner (VfL Wolfsburg)                | Klaus Beer (SC Dynamo Berlin)         |
| 1966: Armin Baumert (SV Bayer 04 Leverkusen)      | Klaus Stadie (SC Einheit Dresden)     |
| 1967: Uwe Töppner (SV Bayer 04 Leverkusen)        | Klaus Schiller (SC Dynamo Berlin)     |
| 1968: Michael Sauer (USC Mainz)                   | Klaus Beer (SC Dynamo Berlin)         |
| 1969: Hans Baumgartner (TV Heppenheim)            | Klaus Beer (SC Dynamo Berlin)         |
| 1970: Hermann Latzel (ASV Köln)                   | Klaus Beer (SC Dynamo Berlin)         |
| 1971: Hans Baumgartner (TV Heppenheim)            | Max Klauß (SC Einheit Dresden)        |
| 1972: Hans Baumgartner (TV Heppenheim)            | Siegfried Dähne (SC Leipzig)          |
| 1973: Hans Baumgartner (TV Heppenheim)            | Max Klauß (SC Einheit Dresden)        |
| 1974: Andreas Gloerfeld (SV Bayer 04 Leverkusen)  | Frank Wartenberg (SC Chemie Halle)    |
| 1975: Joachim Busse (Bayer 05 Uerdingen)          | Siegfried Dähne (SC Leipzig)          |
| 1976: Ulrich Köwring (TV Wattenscheid)            | Peter Rieger (ASK Vorwärts Potsdam)   |
| 1977: Hans Baumgartner (ASC Darmstadt)            | Lutz Franke (SC DHfK Leipzig)         |
| 1978: Jens Knipphals (VfL Wolfsburg)              | Uwe Lange (SC Dynamo Berlin)          |
| 1979: Ulrich Meier (LG Offenburg)                 | Lutz Franke (SC DHfK Leipzig)         |
| 1980: Joachim Busse (ASV Köln)                    | Lutz Dombrowski (SC Karl-Marx-Stadt)  |
| 1981: Winfried Klepsch (TV Wattenscheid)          | Frank Paschek (TSC Berlin)            |
| 1982: Jens Knipphals (VfL Wolfsburg)              | Henry Lauterbach (SC Turbine Erfurt)  |
| 1983: Jens Knipphals (VfL Wolfsburg)              | Frank Nowak (TSC Berlin)              |
| 1984: Markus Kessler (VfL Wolfsburg)              | Mathias Koch (SC Magdeburg)           |
| 1985: Markus Kessler (VfL Wolfsburg)              | Frank Liek (SC Turbine Erfurt)        |
| 1986: Dietmar Haaf (LG Glems)                     | Jens Hirschberg (SC Magdeburg)        |
| 1987: Christian Thomas (TV Heppenheim)            | Ron Beer (SC Dynamo Berlin)           |
| 1988: Dietmar Haaf (Salamander Kornwestheim)      | Ron Beer (SC Dynamo Berlin)           |
| 1989: Christian Thomas (TV Heppenheim)            | Volker Mai (SC Neubrandenburg)        |
| 1990: Dietmar Haaf (Salamander Kornwestheim)      | Carsten Embach (ASK Vorwärts Potsdam) |
| Gesamtdeutsche Hallenmeister seit 1991            |                                       |
| 1991: Dietmar Haaf (Salamander Kornwestheim)      |                                       |
| 1992: Dietmar Haaf (Salamander Kornwestheim)      |                                       |
| 1993: Christian Thomas (TV Heppenheim)            |                                       |
| 1994: Dietmar Haaf (Salamander Kornwestheim)      |                                       |
| 1995: Konstantin Krause (Thüringer SV Erfurt)     |                                       |
| 1996: Konstantin Krause (Thüringer SV Erfurt)     |                                       |
| 1997: Konstantin Krause (LG Ohra-Hörselgas)       |                                       |
| 1998: Kofi Amoah Prah (LAC Halensee Berlin)       |                                       |
| 1999: Konstantin Krause (LG Ohra-Hörselgas)       |                                       |
| 2000: Konstantin Krause (LG Ohra-Hörselgas)       |                                       |
| 2001: Konstantin Krause (LG Ohra-Hörselgas)       |                                       |
| 2002: Kofi Amoah Prah (LG Nike Berlin)            |                                       |
| 2003: Schahriar Bigdeli (TSV Bayer 04 Leverkusen) |                                       |
| 2004: Peter Rapp (LAV asics Tübingen)             |                                       |
| 2005: Nils Winter (TSV Bayer 04 Leverkusen)       |                                       |
| 2006: Peter Rapp (LAV asics Tübingen)             |                                       |
| 2007: Nils Winter (TSV Bayer 04 Leverkusen)       |                                       |
| 2008: Christoph Stolz (VfL Wolfsburg)             |                                       |
| 2009: Sebastian Bayer (Bremer LT)                 |                                       |
| 2010: Christian Reif (ABC Ludwigshafen)           |                                       |
| 2011: Sebastian Bayer (Hamburger SV)              |                                       |
| 2012: Sebastian Bayer (Hamburger SV)              |                                       |
| 2013: Christian Reif (LC Rehlingen)               |                                       |
| 2014: Julian Howard (LG Region Karlsruhe)         |                                       |
| 2015: Alyn Camara (TSV Bayer Leverkusen)          |                                       |
| 2016: Alyn Camara (TSV Bayer Leverkusen)          |                                       |
| 2017: Julian Howard (LG Region Karlsruhe)         |                                       |
| 2018: Julian Howard (LG Region Karlsruhe)         |                                       |
| 2019: Fabian Heinle (VfB Stuttgart)               |                                       |
| 2020: Maximilian Entholzner (LG Passau)           |                                       |
| 2021: Maximilian Entholzner (LAC Passau)          |                                       |

## Frauen
| Hallenmeisterinnen in der Bundesrepublik Deutschland  | Hallenmeisterinnen in der DDR                      |
| ----------------------------------------------------- | -------------------------------------------------- |
| 1954: Erika Fisch (MTV Osterode)                      |                                                    |
| 1955: Erika Fisch (MTV Osterode)                      |                                                    |
| 1956: Maria Sturm (1. FC Nürnberg)                    |                                                    |
| 1957: Marga Weidner (SV Bayer 04 Leverkusen)          |                                                    |
| 1958: Liesel Jakobi (ATSV Saarbrücken)                |                                                    |
| 1959: Liesel Jakobi (ATSV Saarbrücken)                |                                                    |
| 1960: Helga Hoffmann (ATSV Saarbrücken)               |                                                    |
| 1961: Helga Hoffmann (ATSV Saarbrücken)               |                                                    |
| 1962: Helga Hoffmann (ATSV Saarbrücken)               |                                                    |
| 1963: Helga Hoffmann (ATSV Saarbrücken)               |                                                    |
| 1964: Helga Hoffmann (ATSV Saarbrücken)               | Bärbel Geißler (SC Frankfurt)                      |
| 1965: Dorothee Sander (USC Mainz)                     | Burghild Wieczorek, geb. Neumann (SC DHfK Leipzig) |
| 1966: Heide Rosendahl (Schwarz-Weiß Radevormwald)     | Burghild Wieczorek, geb. Neumann (SC DHfK Leipzig) |
| 1967: Heide Rosendahl (TuS 04 Leverkusen)             | Bärbel Löhnert, geb. Geißler (SC Frankfurt)        |
| 1968: Heide Rosendahl (TuS 04 Leverkusen)             | Bärbel Löhnert, geb. Geißler (SC Frankfurt)        |
| 1969: Heide Rosendahl (TuS 04 Leverkusen)             | Kristina Hauer (SC Einheit Dresden)                |
| 1970: Heide Rosendahl (TuS 04 Leverkusen)             | Burghild Wieczorek, geb. Neumann (SC DHfK Leipzig) |
| 1971: Heide Rosendahl (TuS 04 Leverkusen)             | Margrit Herbst (SC Magdeburg)                      |
| 1972: Heide Rosendahl (TuS 04 Leverkusen)             | Kristina Albertus, geb. Hauer (SC Einheit Dresden) |
| 1973: Edda Schmiedel (SG Düren 99)                    | Angela Schmalfeld (SC Magdeburg)                   |
| 1974: Brigitte Göhrs (TK Hannover)                    | Angela Schmalfeld (SC Magdeburg)                   |
| 1975: Heidelinde Xalter (LG Schönbuch)                | Marianne Voelzke (SC Neubrandenburg)               |
| 1976: Ute Hedicke (USC Mainz)                         | Angela Voigt, geb. Schmalfeld (SC Magdeburg)       |
| 1977: Karin Hänel (OSC Dortmund)                      | Heidemarie Wycisk (SC Chemie Halle)                |
| 1978: Karin Hänel (ASV Köln)                          | Heidemarie Wycisk (SC Chemie Halle)                |
| 1979: Sabine Everts (LAV Düsseldorf)                  | Sigrun Siegl, geb. Thon (SC Turbine Erfurt)        |
| 1980: Anke Weigt (LG Bayer Leverkusen)                | Brigitte Wujak, geb. Künzel (SC Dynamo Berlin)     |
| 1981: Christina Sussiek (LG Bayer Leverkusen)         | Heike Daute (SC Motor Jena)                        |
| 1982: Sabine Everts (LAV Düsseldorf)                  | Angela Voigt, geb. Schmalfeld (SC Magdeburg)       |
| 1983: Jasmin Feige (LG Bayer Leverkusen)              | Heike Daute (SC Motor Jena)                        |
| 1984: Anke Weigt (LG Bayer Leverkusen)                | Heike Daute (SC Motor Jena)                        |
| 1985: Jasmin Feige (LG Bayer Leverkusen)              | Helga Radtke (SC Empor Rostock)                    |
| 1986: Sabine Braun (LG Bayer Leverkusen)              | Heike Drechsler, geb. Daute (SC Motor Jena)        |
| 1987: Monika Hirsch (USC Mainz)                       | Heike Drechsler, geb. Daute (SC Motor Jena)        |
| 1988: Monika Hirsch (USC Mainz)                       | Heike Drechsler, geb. Daute (SC Motor Jena)        |
| 1989: Edith Oker (LG Bayer Leverkusen)                | Katja Trostel (SC Dynamo Berlin)                   |
| 1990: Stefanie Hühn (LAC Halensee Berlin)             | Helga Radtke (SC Empor Rostock)                    |
| Gesamtdeutsche Hallenmeisterinnen seit 1991           |                                                    |
| 1991: Heike Drechsler, geb. Daute (TuS Jena)          |                                                    |
| 1992: Heike Drechsler, geb. Daute (TuS Jena)          |                                                    |
| 1993: Heike Drechsler, geb. Daute (TuS Jena)          |                                                    |
| 1994: Heike Drechsler, geb. Daute (TuS Jena)          |                                                    |
| 1995: Heike Drechsler, geb. Daute (LAC Chemnitz)      |                                                    |
| 1996: Claudia Gerhardt (LAZ Rhede)                    |                                                    |
| 1997: Heike Drechsler, geb. Daute (Erfurter LAC)      |                                                    |
| 1998: Claudia Gerhardt (LAV Bayer Uerdingen/Dormagen) |                                                    |
| 1999: Heike Drechsler, geb. Daute (ABC Ludwigshafen)  |                                                    |
| 2000: Heike Drechsler, geb. Daute (ABC Ludwigshafen)  |                                                    |
| 2001: Heike Drechsler, geb. Daute (Karlsruher SC)     |                                                    |
| 2002: Heike Drechsler, geb. Daute (Karlsruher SC)     |                                                    |
| 2003: Bianca Kappler (LC Rehlingen)                   |                                                    |
| 2004: Sophie Krauel (TuS Jena)                        |                                                    |
| 2005: Kathrin van Bühren (Kevelaerer SV)              |                                                    |
| 2006: Claudia Tonn (LC Paderborn)                     |                                                    |
| 2007: Bianca Kappler (LC Rehlingen)                   |                                                    |
| 2008: Melanie Bauschke (LG Nike Berlin)               |                                                    |
| 2009: Sosthene Moguenara (TV Wattenscheid)            |                                                    |
| 2010: Sosthene Moguenara (TV Wattenscheid)            |                                                    |
| 2011: Michelle Weitzel (LG Telis Finanz Regensburg)   |                                                    |
| 2012: Ksenia Achkinadze (Sportclub Gelnhausen)        |                                                    |
| 2013: Lisa Steinkamp (VfL Sindelfingen)               |                                                    |
| 2014: Sosthene Moguenara (TV Wattenscheid)            |                                                    |
| 2015: Sosthene Moguenara (TV Wattenscheid)            |                                                    |
| 2016: Sosthene Moguenara (TV Wattenscheid)            |                                                    |
| 2017: Alexandra Wester (ASV Köln)                     |                                                    |
| 2018: Claudia Salman-Rath (LG Eintracht Frankfurt)    |                                                    |
| 2019: Malaika Mihambo (LG Kurpfalz)                   |                                                    |
| 2020: Malaika Mihambo (LG Kurpfalz)                   |                                                    |
| 2021: Malaika Mihambo (LG Kurpfalz)                   |                                                    |